# مريم ممدوح فريد
مريم ممدوح فريد (من مواليد 1 فبراير 1998) هي عداءة قطرية. مثلت بلدها في بطولة العالم لألعاب القوى السابعة عشرة التي أُقيمت في الدوحة عام 2019، حيث شاركت في بطولة العالم لألعاب القوى 2019 – سباق 400 متر حواجز للسيدات. أنهت سباقها في المركز الأخير بزمن قدره 1 دقيقة و09.49 ثانية، وهو أفضل رقم شخصي لها آنذاك، وحظيت باهتمام دولي لكونها وإحدى زميلاتها أول رياضيتين قطريتين تشاركان في بطولة العالم. ارتدت بدلة رياضية سوداء طويلة الأكمام تحت زي فريقها.
كانت قد شاركت سابقًا في سباق 200 متر ضمن بطولة العالم للناشئين لألعاب القوى 2016 التي أُقيمت في بيدغوشتش، بولندا عام 2016، وسجلت زمنًا قدره 30.25 ثانية في تصفياتها.
في وقت بطولة 2019، كانت تدرس الاتصالات في الحرم الجامعي لجامعة نورث وسترن الأمريكية في الدوحة.
قالت بعد مشاركتها في البطولة:

## روابط خارجية
- "Mariam Mamdouh Farid". الاتحاد الدولي لألعاب القوى. مؤرشف من الأصل في 2024-05-08.